# Klarinettenkonzert (Mozart)

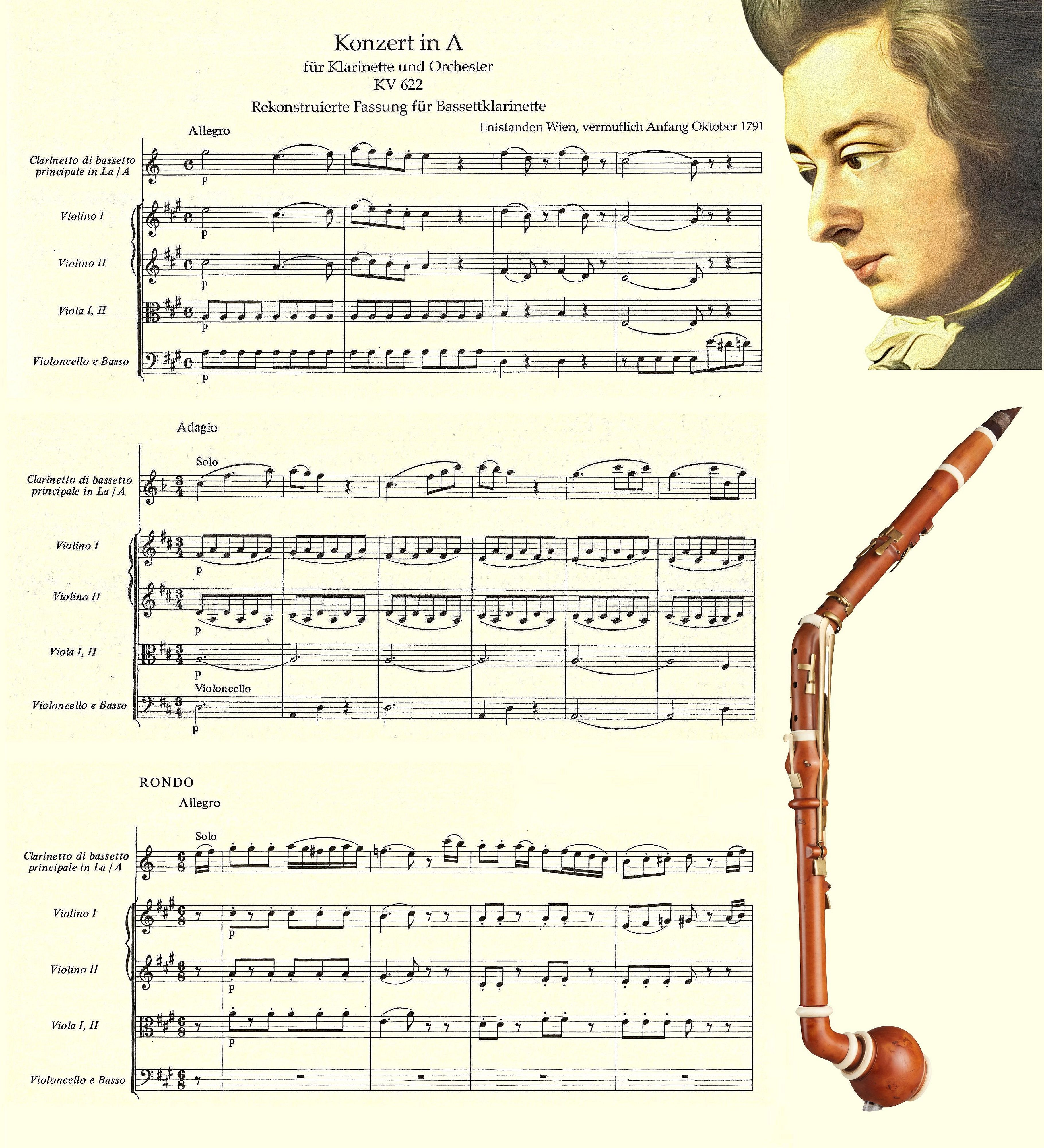
Partitur mit den Anfängen der 3 Sätze; rechts: bearbeitetes Mozart-Gemälde von Joseph Lange 1782, historische Bassettklarinette

Das Konzert in A-Dur KV 622 für Klarinette und Orchester von Wolfgang Amadeus Mozart ist eines seiner letzten Werke, vollendet um den 8. Oktober 1791. Widmungsträger war Anton Stadler; die Uraufführung fand am 16. Oktober 1791 in Prag statt. Die erste auf einem Programmzettel nachgewiesene Aufführung fand während der Europatournee Anton Stadlers am 5. März 1794 in Riga statt.

## Aufbau
Das Klarinettenkonzert in A-Dur gliedert sich in drei Sätze. Der erste Satz ist ein Allegro. Der zweite Satz, Adagio, ist auf vielen Sampler- und Filmmusik-CDs zu finden. Der dritte Satz ist ein tänzerisches und virtuoses Rondo im 6/8-Takt.

## Historischer Hintergrund

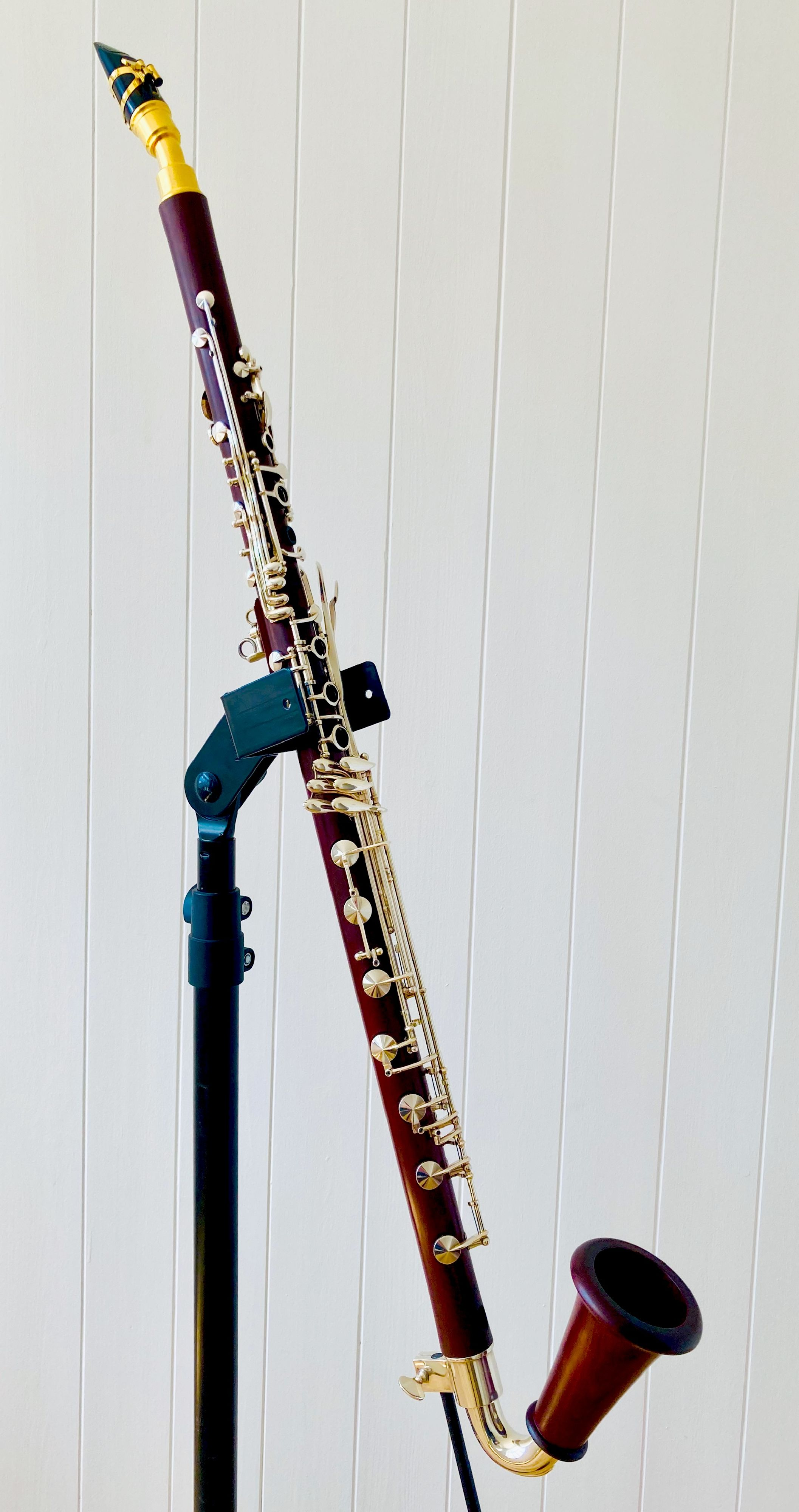
Modernes Bassetthorn in G (Böhm), auf dem Richard Haynes seit April 2024 das Mozart-Konzert in G-Dur spielt

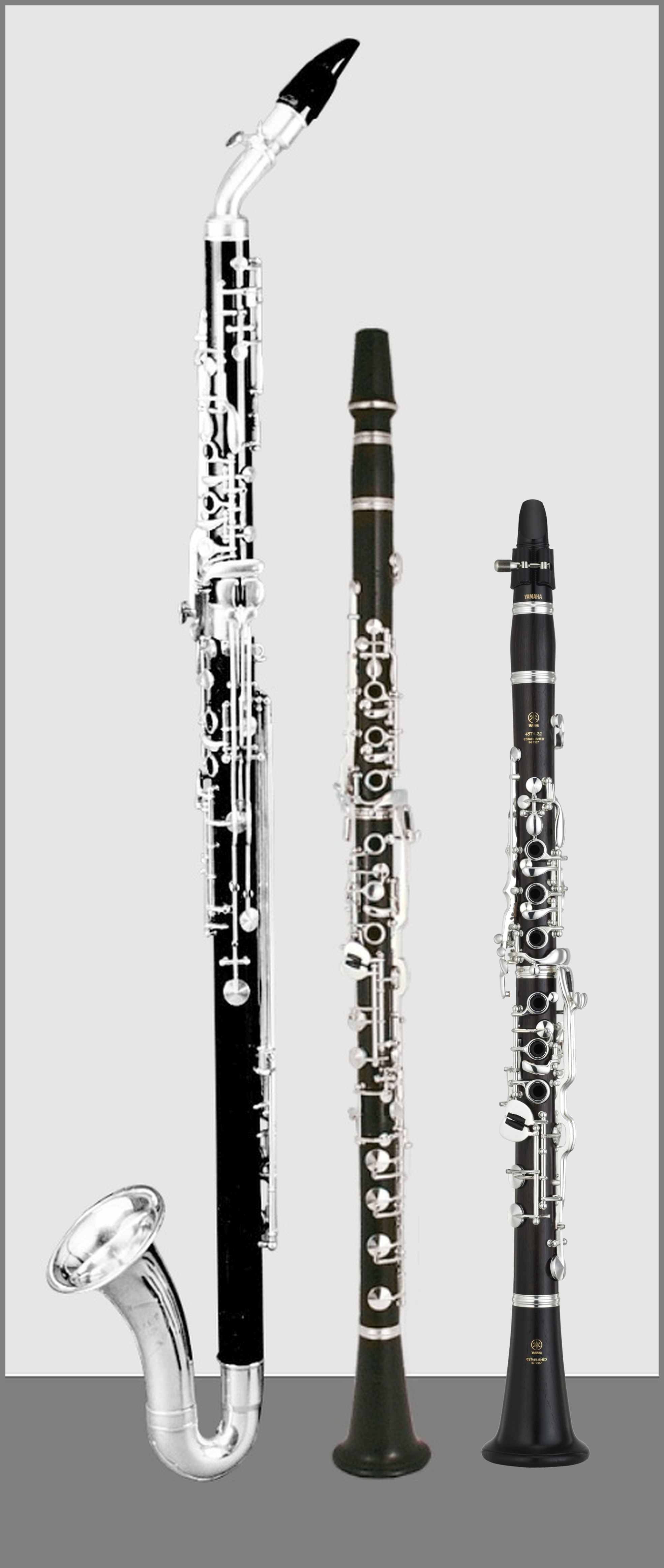
Bassetthorn, Bassettklarinette, normale Klarinette (Sopran)

Das Konzert wurde von Mozart als „Ein Konzert für die Clarinette, für Herrn Stadler den Älteren“ zwischen Ende September und Mitte November 1791, also etwa einen Monat vor seinem Tod, fertiggestellt. Der Entwurf lag jedoch noch weiter zurück. Im erhaltenen autographen Winterthur-Fragment KV 621 b, werden uns die ersten 199 Takte des ersten Satzes von KV 622 als Skizze überliefert. Die Wasserzeichen beider verwendeter Papiersorten datieren es nach A. Tyson um 1786/1787. Das Fragment enthält 199 Takte auf 24 Seiten. Die Takte 1-179 stehen in G-Dur, sind für ein Bassetthorn in G bestimmt und in einem Zug niedergeschrieben worden. Außergewöhnlich ist, dass ab Takt 180 das Instrument der Solostimme wechselt. Von Takt 180 an fährt Mozart mit einer spitzeren Feder und dunklerer Tinte fort. Wie aus der Baßstimme hervorgeht, skizziert er die restlichen 20 Takte in A-Dur, für eine Bassettklarinette in A. G-Bassetthörner bliesen zu dieser Zeit zwei fahrende Virtuosen in Wien, Anton David und Vincent Springer, welche Ende 1785 die Stadt verließen. Einer der beiden wird von P. Poulin als ursprünglicher Widmungsträger angesehen. Mozart verlangt in KV 621 b eine chromatische Bassetterweiterung der A-Klarinette um eine Terz nach unten, also um die Töne notiert es, d, cis, und c in der kleinen Oktave. Der Instrumentenwechsel ist vermutlich in Zusammenarbeit mit A. Stadler erfolgt. Das Adagio und das Rondo wurden später, nach dem Erfolg des Stadlerquintetts, 1790 oder 1791 hinzugefügt. Die erste in B gestimmte Bassettklarinette mit diatonischen Bassettönen erklang erstmals am 20. Februar 1788 in Wien. Sie wurde für Anton Stadler vom k.k. Hofinstrumentenmacher Theodor Lotz erfunden und gebaut. Etwa ein Jahr später entstand auch ein Instrument in A-Stimmung. Die vollständige Bassettonchromatik wurde schrittweise dazu gebaut, wie historische Zeitungsberichte belegen. Es gibt erhaltene primitivere Bassettklarinetten in Londoner und Pariser Museen, die um 1770 datiert werden. Die Bassettklarinette wurde, wie auch das Bassetthorn, zeitnah mehrfach und in unterschiedlicher Gestalt und Stimmung (A, B, C) erfunden. Mozarts Klarinettenkonzert ist sein einziges, das für dieses Instrument überliefert ist, und sein letztes Solokonzert.
Aus Mozarts Brief an seine Frau Constanze vom 7./8. Oktober 1791, nach Abschluss der Niederschrift des Klarinettenkonzerts:

„[…] Nun meinen lebenslauf; – gleich nach Deiner Abseegelung Spielte ich mit Hr: von Mozart /: der die Oper beim Schikaneder geschrieben hat:/ 2 Parthien Billard. – dann verkauffte ich um 14 duckaten meinen kleper – dann ließ ich mir durch Joseph den Primus rufen und schwarzen koffé hollen, wobey ich eine herrliche Pfeiffe toback schmauchte; dann Instrumentirte ich fast das ganze Rondó vom Stadtler. […]“

Die autographe Partitur ist verschollen. Nach Mozarts Tod erschienen 1801-2 fast gleichzeitig drei Stimmendrucke der Verlage Breitkopf&Härtel/Leipzig, André/Offenbach und Sieber/Paris. Sie zeigen eine weitgehend übereinstimmende Bearbeitung für die normale A-Klarinette ohne Bassettregister. In einer Rezension der Breitkopf-Ausgabe in der Allgemeinen Musikalischen Zeitung von März 1802 steht:

„Recensent, der dieses herrliche Konzert in Partitur vor sich liegen hat, kann allen guten Klarinettisten die fröhliche Gewißheit ertheilen, daß kein anderer, als Mozart – nur er es geschrieben haben kann; daß es folglich in Ansehung der schönen, regelmäßigen, und geschmackvollen Komposition das erste Klarinet-Konzert in der Welt seyn muß; denn so viel dem Recensent Bewußt ist, existirt nur dies eine von ihm […] Schließlich findet Recensent noch nöthig zu bemerken, daß Mozart dieses Konzert für eine Klarinette, die unten bis ins c geht, geschrieben hat. So müssen z. B. folgende Stellen in der Principal-Stimme sämmtlich in die tiefere Oktave versetzt werden. […]“

Im ersten Satz führt er an: Takt 94 (drei letzte Achtel), Takt 146/147 (je erste 16tel-Gruppe), Takt 190 (2. 4tel), Takt 198 (2. 4tel), Takt 206 (2. 4tel), Takt 207(1. 4tel), Takt 208 (2. 4tel), und Takt 209 (1. 4tel).

„[…] Und auf diese Art sind sehr viele Stellen versetzt und verändert worden. Besonders auffallend ist dies im Adagio: Takt 45–51, Takt 57, usw. […] Da nun aber bis jetzt solche Klarinetten, die unten bis c gehen, noch immer unter die seltenen Instrumente gerechnet werden müssen, so ist man den Herausgebern für diese Versetzungen und Veränderungen für die gewöhnliche Klarinette allerdings Dank schuldig, ob das Konzert gleich nicht dadurch gewonnen hat. Vielleicht wäre es eben so gut gewesen, es ganz nach dem ursprünglichen Originale herauszugeben, und diese Versetzungen und Veränderungen allenfalls durch kleinere Noten zu bemerken.“

Die erste moderne Aufführung einer von Jiří Kratochvil / Prag rekonstruierten Fassung spielte Josef Janous am 28. Juni 1951, nachdem Milan Kostohryz, sein Lehrer, 1948 beim Prager Klarinettenbaumeister Rudolf Trejdal ein Bassettunterstück für seine Selmer-A-Klarinette bauen lassen hatte, bei der die vier Bassettklappen wie bei den historischen Instrumenten mit dem rechten Daumen zu bedienen waren. Trejdal fertigte auch im Auftrag des Klarinettisten Wilhelm Rey aus Münster das erste, von vornherein als Bassettklarinette gebaute Instrument des 20. Jahrhunderts. 1968 ließ sich der Schweizer Klarinettist Hans Rudolf Stalder von der seit dem Tod von Friedrich Arthur Uebel 1963 unter der Leitung seines Neffen Rudolf Uebel stehenden Firma F. Arthur Uebel ein Instrument bauen (gestempelt F.A. Uebel), mit dem er im selben Jahr in Augsburg das unter Mitwirkung des Schweizer Komponisten Ernst Hess rekonstruierte Mozart-Konzert aufführte und es im September 1968 mit dem Kölner Kammerorchester auf Schallplatte aufnahm als erste Plattenaufnahme dieses Konzerts mit einer Bassettklarinette überhaupt. 1984 ließ sich Sabine Meyer von Herbert Wurlitzer eine moderne Bassettklarinette in A anfertigen, um seitdem vorwiegend auf diesem Instrument das Klarinettenkonzert von Mozart (und auch sein Klarinettenquintett) in rekonstruierter Fassung mit wieder tiefer gesetzten Passagen zu spielen. Später folgten andere bekannte Soloklarinettisten, z. B. Alessandro Carbonare, Martin Fröst, Sharon Kam und Sebastian Manz, mit ebenfalls modernen Bassettklarinetten sowie der amerikanische Klarinettist Charles Neidich, der Italiener Luca Lucchetta und der Niederländer Vlad Weverbergh mit Nachbauten der Bassettklarinette von Stadler.
Weitere Rekonstruktionen von KV 622 für die Bassettklarinette haben u. a. vorgenommen: Hans Deinzer / Hannover, Pamela Weston / Wien Universal Edition 1986, Franz Giegling / Bärenreiter-Verlag (für die NMA 1977), Alan Hacker / Schott-Verlag Mainz, Eric Hoeprich, Reiner Wehle und Sabine Meyer / Schott 2015, Helmut Eisel (freie Fassung) und T. Grass / Willems Music Productions 2018. Eine Verbesserung der herkömmlichen Fassung für die A-Klarinette haben u. a. Reiner Wehle und Sabine Meyer / Schott, sowie T. Grass / Willems Music Productions vorgenommen.
2023 hat es Richard Haynes unternommen, unter Verwendung des Fragments KV 621b die Partitur in G-Dur umzuschreiben. Dabei ergaben sich bei den Streichern Passagen, die zu tief gingen  und so nicht spielbar waren, so dass sie umkomponiert werden mussten. Seit April 2024 führt er das Konzert in dieser Fassung auf einem von Jochen Seggelke eigens für ihn hergestellten  Bassetthorn in G auf, siehe Bild oben links.

## Die Sätze

### 1. Satz: Allegro (A-Dur)
Das Allegro ist mit seinen etwa 12 Minuten der längste Satz des Konzerts. Das Stück beginnt mit der Orchesterexposition, erst in Takt 57 setzt die Klarinette als Solistin ein. Die Orchesterexposition gliedert sich in drei Hauptthemen, die sich wiederum in zwei kleine Abschnittsthemen aufteilen.

Nach der Vorstellung des achttaktigen ersten Themas, das von der Klarinette und den beiden Violinen piano gespielt wird, werden die ersten vier Takte forte wiederholt, wobei Flöte und Fagott hinzukommen.
In einem neuen Teil mit dem zweiten Abschnittsthema erinnert die Begleitung in der Viola und im Violoncello noch an das vorhergehende Thema. In den Hauptstimmen werden nun Viertel mit Sechzehntelbewegung gespielt. In den Begleitstimmen herrschen vorwiegend Viertel-, Achtel- und Sechzehntelbewegungen. Das oft wiederkehrende Motiv ist das Motiv in Takt 16/17 [Wiederholung in Takt 343/344]. Das Thema wird mit einem kräftigen Schluss, welcher bei jedem Themaende auftritt, beendet.
In Takt 25 wird das erste Abschnittsthema wieder aufgegriffen, jedoch anders weitergeführt. In allen Stimmen sind die ersten 1½ Takte mit dem Anfang fast identisch, dann folgt eine Erweiterung, der alle Stimmen folgen. Die Violine II wiederholt nochmals den vorhergehenden Takt, um mit der Klarinette und Violine I das Thema weiterzuspielen. Viola und Violoncello dienen nach dem Themenanfang als Begleitinstrumente. Dieser Einsatz erinnert an eine Art Kanon. Violine II setzt ein und wird zwei Schläge später von Viola und Violoncello und einen Takt später von Klarinette und Violine I imitiert. Dann folgt ein Wechsel der Hauptstimmen in Violine II und Bratsche, die im langsameren Teil von den anderen Instrumenten unterstützt werden. Dies ist das zweite Abschnittsthema. Viola wird von Violoncello, später von Fagott unterstützt, Violine II von Violine I, Klarinette von Flöte. Das Thema wird wieder von diesem Schluss beendet.
Dann folgt das dritte Thema, welches mehrfach während des ganzen Stücks in verschiedenen Stimmen auftritt. Dabei wechselt eine Trillerbewegung mit vier bzw. drei Achteln zwischen Klarinette mit Violine I und Violine II ab. Die anderen Stimmen bis auf Viola begleiten mit Achteln auf den 1, 2, 3 und 4 Schlag. Viola begleitet mit Sechzehnteln. Dann fallen die ersten vier Achtel weg und nur das Trillermotiv wird abwechselnd wiederholt, bis es eine Art Schluss bildet. Hier endet das erste Abschnittsthema des dritten Themas.
Im zweiten Abschnittsthema des dritten Themas beginnen die Hauptstimmen mit einem aufsteigenden halben A-Dur-Dreiklang in Viertel und Achtel. Dieses Schema wird eine Terz tiefer wiederholt und geht in punktierte Achtel mit Sechzehntel über (bis Takt 52). Dieses rhythmische Schema wird wiederholt (mit einer Viertel und Achtel und Achtelpause am Anfang) und mit Sechzehntelbewegungen abgeschlossen. Dann erst setzt die Soloklarinette mit dem Thema von Takt 1 ein. Die drei Themen fangen meistens im piano an, mit einem schlagartigen Übergang ins forte.
Des Weiteren erlangt die Klarinette einen trüben Charakter bei ihrem zweiten Soloeinsatz. Dies liegt daran, dass die Tonart von Dur nach Moll umschwenkt (bis Takt 98).

### 2. Satz: Adagio (D-Dur)
Der zweite Satz ist in dreiteiliger Liedform geschrieben (ABA-Form) und steht in der Subdominante D-Dur. Das zweiteilige, sehr kantable 16-taktige Hauptthema wird zunächst von der Soloklarinette vorgetragen und vom Orchester wiederholt. Im Mittelteil übernimmt die Klarinette eine führende Rolle, worauf die Wiederholung des Themas mit einer Coda abgeschlossen wird.

### 3. Satz: Rondo: Allegro (A-Dur)
Der dritte Satz ist in einer freien Rondoform geschrieben, die sich schematisch mit A – B – A′ – C – B′ – A – Coda umschreiben lässt. Das Hauptthema in A-Dur hat fröhlichen und tänzerischen Charakter. Nach der ersten Wiederholung des Themas erfolgt eine Modulation nach Fis-Moll, und das Stück nimmt virtuose Züge an, die in der Coda noch einmal eine abschließende Steigerung erfahren.

## Als Filmmusik
Der mittlere Satz gehört zu Mozarts bekanntesten Stücken. Jean-Luc Godard verwendet ihn in Außer Atem (À bout de souffle). Er wird gespielt in Jenseits von Afrika, er begleitet Vor- und Abspann von Jean Beckers Dialog mit meinem Gärtner und ist die dominierende Filmmusik in Padre Padrone von Paolo und Vittorio Taviani.